# Marc Peyre
Pour les articles homonymes, voir Peyre.
Marc Peyre est un écrivain français.

## Biographie
Né le 4 juin 1904 à Marseille, Marc Peyre est d'abord méhariste en Syrie, sert dans la marine marchande, puis devient employé aux écritures chez un commerçant nîmois.
« Champion de discrétion et de modestie », il est proche de Lawrence Durrell qu'il visite fréquemment au mazet Michel. Fréquentant aussi Frédéric Jacques Temple, il « fait figure de huron parmi les gens de lettres », du fait de sa candeur et de sa naïveté.
Collaborateur de Marsyas, il y donne des poèmes et des nouvelles. Il est l'auteur de deux romans « singuliers », parus dans les années 1960. La Ville entourée de grilles (1962) met en scène la chute de la dictature du tyran de Geolinburg. Le Captif de Zour (1964), un conte philosophique,, s'intéresse au personnage d'un prisonnier oublié, qui meurt avant d'être libéré.
Il meurt à Nîmes le 8 mars 1981. Jean-Pierre Fontana comme les auteurs du Petit dictionnaire des écrivains du Gard regrettent que son œuvre soit tombée dans un certain oubli.

## Ouvrages
- La Ville entourée de grilles, Paris, Calmann-Lévy, 1962 (BNF 33134643).
- Le Captif de Zour, Paris, Calmann-Lévy, 1964 (BNF 33134642).